# Drijvend dok

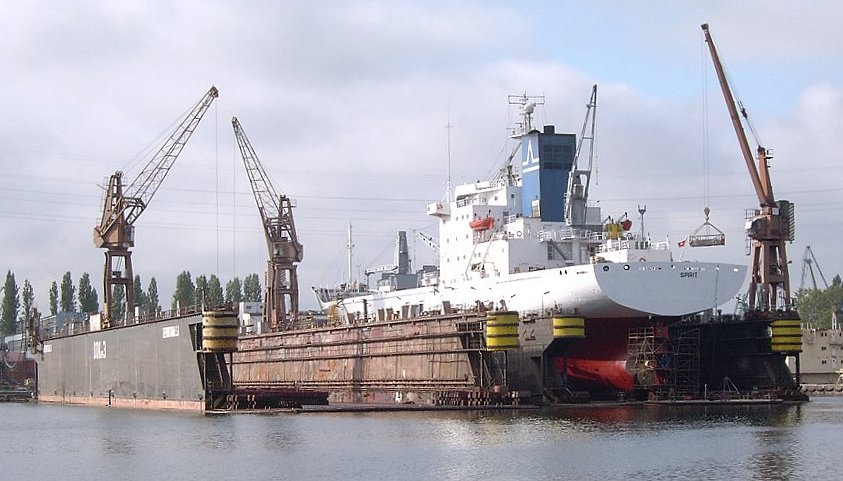
Twee drijvende dokken naast elkaar; een leeg, het ander met schip

Een drijvend dok is een installatie om schepen voor reparatie en of inspectie uit het water te halen en weer te water te zetten. Anders dan een droogdok bestaat het uit een drijvend platform, dat door middel van ballasten onder water gebracht kan worden. Het platform bezit aan beide zijden opstaande wanden ook wel zijkasten genoemd. Deze dienen voor het stabiliseren van het ondergedompelde platform.

## Beschrijving
Een drijvend dok is gewoonlijk gemaakt van staal. Het bestaat uit een ponton met dokvloer en zijkasten. In de ponton en zijkasten zijn met kleppen afsluitbare tanks die gevuld kunnen worden met water. Als de tanks worden volgepompt zinkt het drijvend dok, het schip wordt boven het platform gepositioneerd en het platform wordt weer ontballast, waardoor het met schip boven water komt. Op het dok is een bedieningshuis van waaruit trim, slagzij en diepgang worden geregeld. Op de zijkasten kunnen kranen staan om lasten op of van het schip te hijsen. De zijkasten worden verbonden met zwenkbare loopbruggen.
Het drijvend dok is meestal door een ponton verbonden met het scheepswerfterrein. Het dok ligt niet tegen het werfterrein aan omdat grotere schepen zowel aan de voorzijde als aan de achterzijde over het dok, boven het water, kunnen uitsteken.

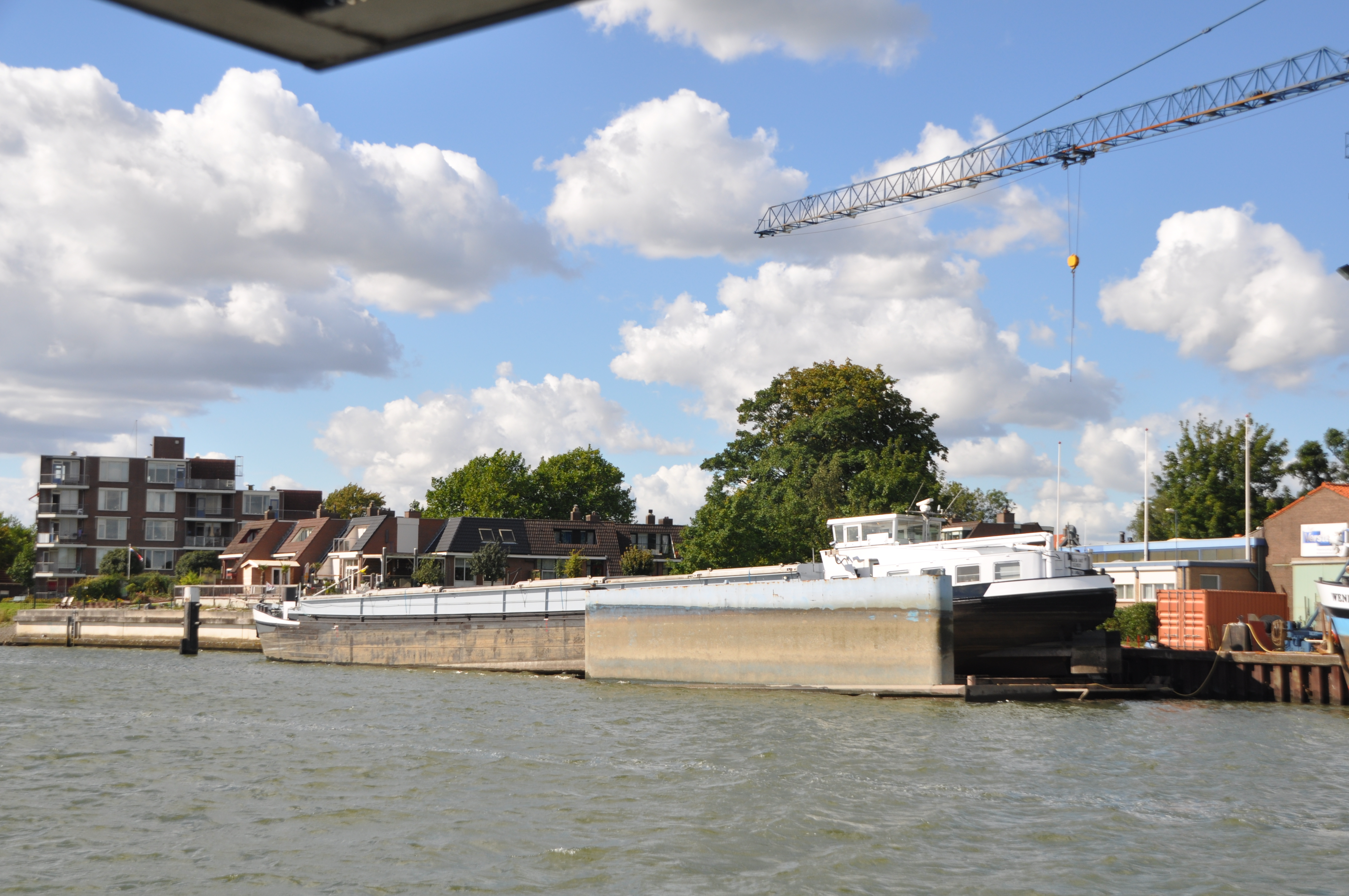
Binnenvaartschip in een schroevendok

Een aparte vorm van het drijvende dok is het steven- of schroevendok. Dit is een klein drijvend dok, dat onder respectievelijk het voorschip of het achterschip van een binnenvaartschip gemanoeuvreerd wordt (dan wel, waar het binnenvaartschip met voor- of achtersteven boven manoeuvreert), en dat vervolgens volgens hetzelfde principe als het drijvende dok werkt. Het resultaat is dan dat het schip slechts met één zijde uit het water gelicht wordt. Dit wordt vaak toegepast voor bijvoorbeeld reparatie aan de scheepsschroef.

## Voor- en nadelen
Het voordeel van een drijvend dok boven een droogdok is het feit dat het een "roerend goed" is. Men kan het bij de werf op een andere plaats neerleggen als dit beter uitkomt, maar men kan het ook verkopen en een groter of moderner dok kopen. Er is altijd een flinke markt voor tweedehands drijvende dokken. De dokken moeten gesleept worden, een eigen motor voor de voortstuwing ontbreekt.
Het nadeel van een drijvend dok is dat het vaak dermate open is dat het gebruik ervan voor bijvoorbeeld straal- of spuitwerkzaamheden problemen oplevert voor het omliggende milieu, dan wel omliggende schepen. De kranen hebben een beperkt hijsvermogen en voor zware lading is het noodzakelijk kranen op het land of een bok te gebruiken. Bij gebruik in rivieren worden de drijvende dokken verankerd om te voorkomen dat ze door de stroom worden meegevoerd.